# 6 octobre 1971
Le mercredi 6 octobre 1971 est le 279e jour de l'année 1971.

## Naissances
- Alan Stubbs, footballeur anglais
- Dale Holmes, cycliste britannique
- Dimtcho Beliakov, joueur de football bulgare
- Finito de Córdoba, torero espagnol
- François-Xavier Dillard, écrivain français
- Hannes Hanso, homme politique estonien
- Jacob Laursen, footballeur danois
- Lola Dueñas, actrice espagnole
- Maria Luisa Berti, femme politique de Saint-Marin
- Quinty Trustfull, présentatrice et actrice néerlandaise
- Rika Himenogi, chanteuse japonaise
- Tatsuya Nagamine, réalisateur japonais
- Vadym Gutzeit, escrimeur soviétique

## Décès
- Hankyu Sasaki (né en 1896), militaire japonais
- James G. Fulton (né le 1er mars 1903), politicien américain
- Kawashima Rüchiro (né le 9 mars 1886), peintre japonais
- Stanley McMeekan (né le 7 mars 1925), joueur de basket-ball britannique
- Victor Kahn (né le 18 janvier 1889), joueur d'échecs français
- Viliam Široký (né le 31 mai 1902), personnalité politique tchécoslovaque

## Événements
- Début de Jeux méditerranéens de 1971
- Sortie du film français Les Coups pour rien
- Fin de Série de championnat de la Ligue nationale de baseball 1971